# Hollandsche Manege
De Hollandsche Manege in Amsterdam is de oudste rijschool van Nederland. Het gebouw werd in 1974 aangewezen als rijksmonument.
De geschiedenis van deze stadsmanege gaat terug tot 1744. De huidige manege werd gebouwd in 1882 naar voorbeeld van de Spaanse rijschool in Wenen. Het rijkelijk versierde interieur van het gebouw kenmerkt zich vooral door de ijzeren dakkap en balustrades van het hoofdgebouw en de uit ijzer en glas vervaardigde overkapping van de doorgang van de vestibule naar het hoofdgebouw.
De rijschool beschikt over 28 paarden en 14 pony's. Twee studentenruiterverenigingen trainen in de manege. In de Hollandsche Manege worden ook wedstrijden gehouden. Er is een foyer en het gebouw wordt verhuurd voor recepties, trouwerijen en andere evenementen.

## Geschiedenis
In de Hollandsche Manege konden de gegoede burgerij van Amsterdam en leden van het koninklijk huis de rijkunst beoefenen. De oorspronkelijke Hollandsche Manage (ook wel Piqueursschool of Koninklijke Rijschool geheten) werd in 1744 gebouwd en stond op de hoek van de Lijnbaansgracht en Leidsegracht. Het complex omvatte stallen voor 60 paarden en een pikeurswoning. In de bovenzaal van deze woning traden Wolfgang Amadeus Mozart en zijn oudere zus Nannerl in 1766 op.
Het gebouw werd afgebroken in 1881 toen de Leidsegracht werd doorgetrokken naar de Singelgracht. Het werd vervangen door het huidige neoclassicistische gebouw aan Vondelstraat 140, aan de noordoostkant van het Vondelpark, dat destijds veel door ruiters gebruikt werd. Het bouwwerk uit 1882 werd ontworpen door de destijds zeer populaire bouwmeester A.L. van Gendt, bekend als architect van het Concertgebouw en de Stadsschouwburg.
In 1889 werd een uitbreiding uitgevoerd aan de kant van de Overtoom, tevens ontworpen door A.L. van Gendt. Deze uitbreiding, die onder meer een koetshuis omvatte, is in 1969 weer afgebroken.

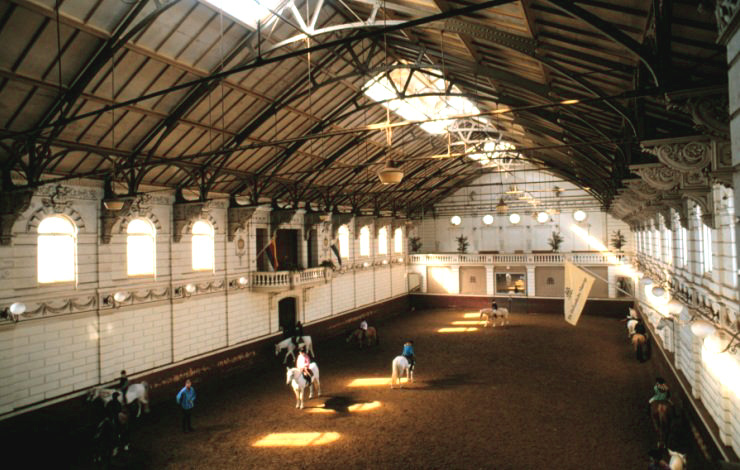
Hoofdzaal van de Hollandsche Manege

Begin jaren 1970 dreigde het gebouw te worden gesloopt. Joop Ritmeester van de Kamp, voorzitter van de Vereniging "De Hollandsche Manege", wilde het gebouw afbreken en een nieuwe manege in het Amsterdamse Bos bouwen. De sloop werd afgeblazen na heftige protesten, waaronder een actie van een groepje leden van de Vereniging "De Hollandsche Manege", samen met de kunsthistorica Lydia Lansink.
In 1986 werd het gebouw geheel gerestaureerd opgeleverd met aan de zijde van de Overtoom een titelloos kunstwerk van Frans Hage. In 2007 vierde de manege haar 125-jarige jubileum.
In oktober 2014 opende minister Jet Bussemaker een "Levend Paardenmuseum" in de Hollandsche Manege.
Het zogenaamde rijden in dameszadel in de Vondelcarrousel werd in 2015 op de Inventaris Immaterieel Cultureel Erfgoed Nederland geplaatst.

### Kritiek op dierenwelzijn
Volgens een rapport van dierenrechtenorganisatie Dier&Recht in juni 2019 was er in de Hollandsche Manege sprake van misstanden door tekortschietend management en slechte huisvesting en is het dierenwelzijn onacceptabel laag. In de onderzoeksperiode (de manege werd steekproefsgewijs bezocht in 2017 en 2018 en met regelmaat in december 2018 tot en met april 2019) kwamen de paarden nooit buiten. Sommige paarden liepen nooit los en andere slechts twee keer per week twintig minuten. De paarden maakten een lusteloze indruk en vertoonden soms stereotiep gedrag, zoals eindeloos luchtzuigen, schrapen met hun tanden en bijten op hout.
De erfgoedorganisatie Stadsherstel Amsterdam, de eigenaar sinds 2018, gaf aan ruim aandacht te besteden aan het verbeteren van het welzijn van de paarden en de manege hierop bouwkundig aan te passen. In april 2019 startte de organisatie een crowdfundactie om zowel de restauratie als de verbetering op het gebied van dierenwelzijn te financieren.

### Restauratie
De erfgoedorganisatie Stadsherstel Amsterdam, heeft de manege eind 2018 gekocht van de gemeente met het plan om het complex geheel te restaureren. In april 2019 werd een crowdfundactie opgezet om zowel de restauratie als de verbetering op het gebied van dierenwelzijn te financieren. Deze actie werd in augustus 2020 met succes afgesloten. De restauratie van het complex is in ieder geval anno 2022 gereed.
Het pand is in gebruik door Stichting Het Levend Paardenmuseum om het historische en culturele erfgoed van De Hollandsche Manege met het publiek te delen. Daarnaast verhuurt Stadsherstel Amsterdam de locatie aan een exploitant voor verschillende commerciële doeleinden, zoals het continueren van de rijschool, paardrijlessen en trainingen. Tot slot wordt het pand beschikbaar gesteld voor evenementen en locatieverhuur.